# Земская стража
Земская стража — органы правопорядка (охраны общественного порядка, безопасности и благочиния), для местной полицейской службы, в дореволюционной России (Российской империи), подчинялась министерству внутренних дел и генерал-губернаторам.

## История
Под названием Земская стража или Закавказская земская стража существовала с 1862 году особая охранная стража при полицейских учреждениях Закавказья. Она комплектовалась добровольно, из лиц не обязанных военной службой, поступающими на работу уроженцами Закавказья и лицами русского происхождения; на неё возлагалось исполнение всех обязанностей постовой и конвойной службы.
Например в Земской страже Сухумского отдела состояло: 10 урядников и 160 всадников.
Также под этим именем были объединены в 1866 году различные полицейские команды, существовавшие в губерниях Царства Польского — городские полицианты, уездные жандармские команды и тому подобное. 
Ведению земской стражи подлежали все города (кроме Варшавы и Лодзи), местечки, селения и  уезды Привислинского края. Высшее заведование ею сосредоточивалось в Министерстве внутренних дел России и в руках варшавского генерал-губернатора (по части инспекторской и дисциплинарной). Земская стража каждой губернии края подчинялась губернатору, который по отношению к ней был облечён правами начальника местной бригады. Ближайшим начальником земской стражи в пределах уезда являлся уездный начальник (содержание — 1500 рублей), под руководством которого непосредственно командовал земской стражей его помощник по полицейской части (содержание — 1000 рублей), называемый также начальником земской стражи. Земская стража состояла из офицеров и нижних чинов; последние именовались стражниками и определялись на службу губернаторами из отставных и запасных нижних чинов. Отставные, поступившие в земскую стражу, сохраняли получаемый ими пенсион; запасные, при мобилизации армии, не требовались на службу к своим частям. Местных уроженцев среди нижних чинов земской стражи не могло быть более одной десятой части. Каждый уезд Царства Польского, в полицейском отношении, делился на участки; в каждом участке состояла команда из одного старшего (оклад 200 рублей) и нескольких младших стражников (оклад 120 рублей и 40 рублей на обмундирование), пеших и конных. Для губернских городов, а также для городов Влоцлавска и Ченстохова, с их ближайшими окрестностями, были учреждены отдельные команды земской стражи. Земская стража имела своей задачей охранение порядка и общей безопасности и исполнение полицейских распоряжений, а также законных требований городских и гминных властей. Законом оговаривалось, что чины земской стражи, ни лично, ни по служебной своей деятельности, не состояли ни в какой подчиненности к бургомистрам и войтам; в то же время им воспрещалось вмешательство как в общественные и хозяйственные дела городов, местечек, сельских гмин и обществ, так и в действия гминного суда. При исполнении чинами земской стражи служебных обязанностей они пользовались правами часовых.